# Lan giáng hương
Lan giáng hương hay lan giáng xuân, lan đuôi cáo (danh pháp hai phần: Aerides falcata) là một loài lan.
Cây phân bố từ Ấn Độ đến Đông Nam Á. Tại Việt Nam, cây có mặt ở các khu vực từ Quảng Trị đến Kiên Giang.

## Hình ảnh

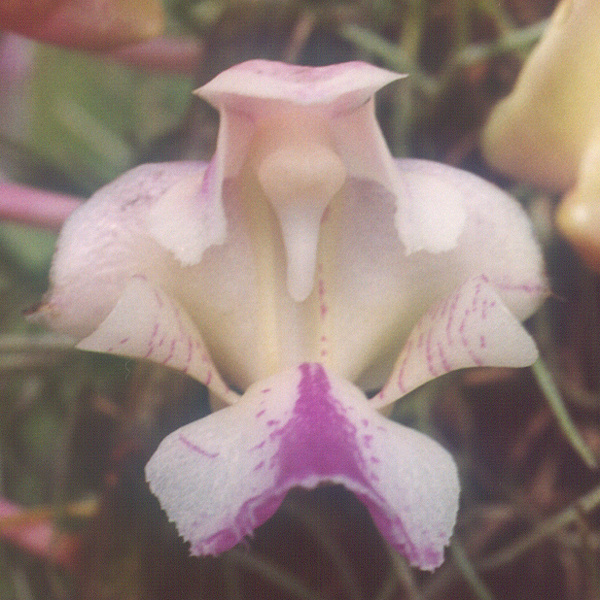
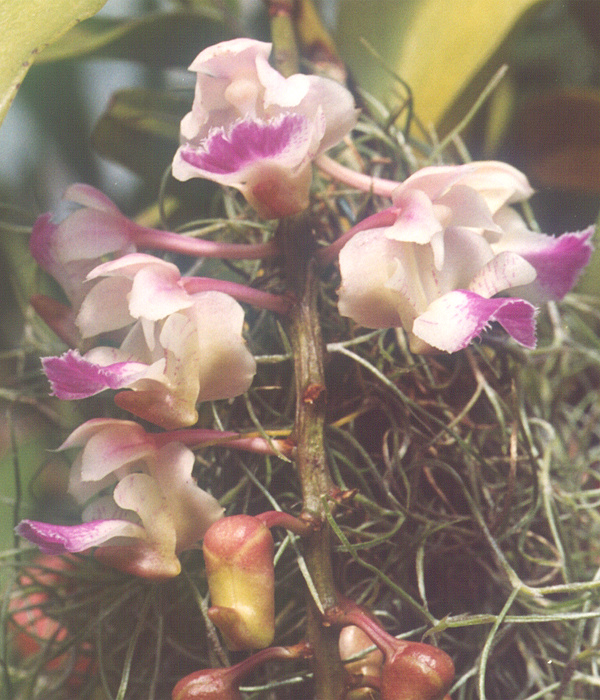
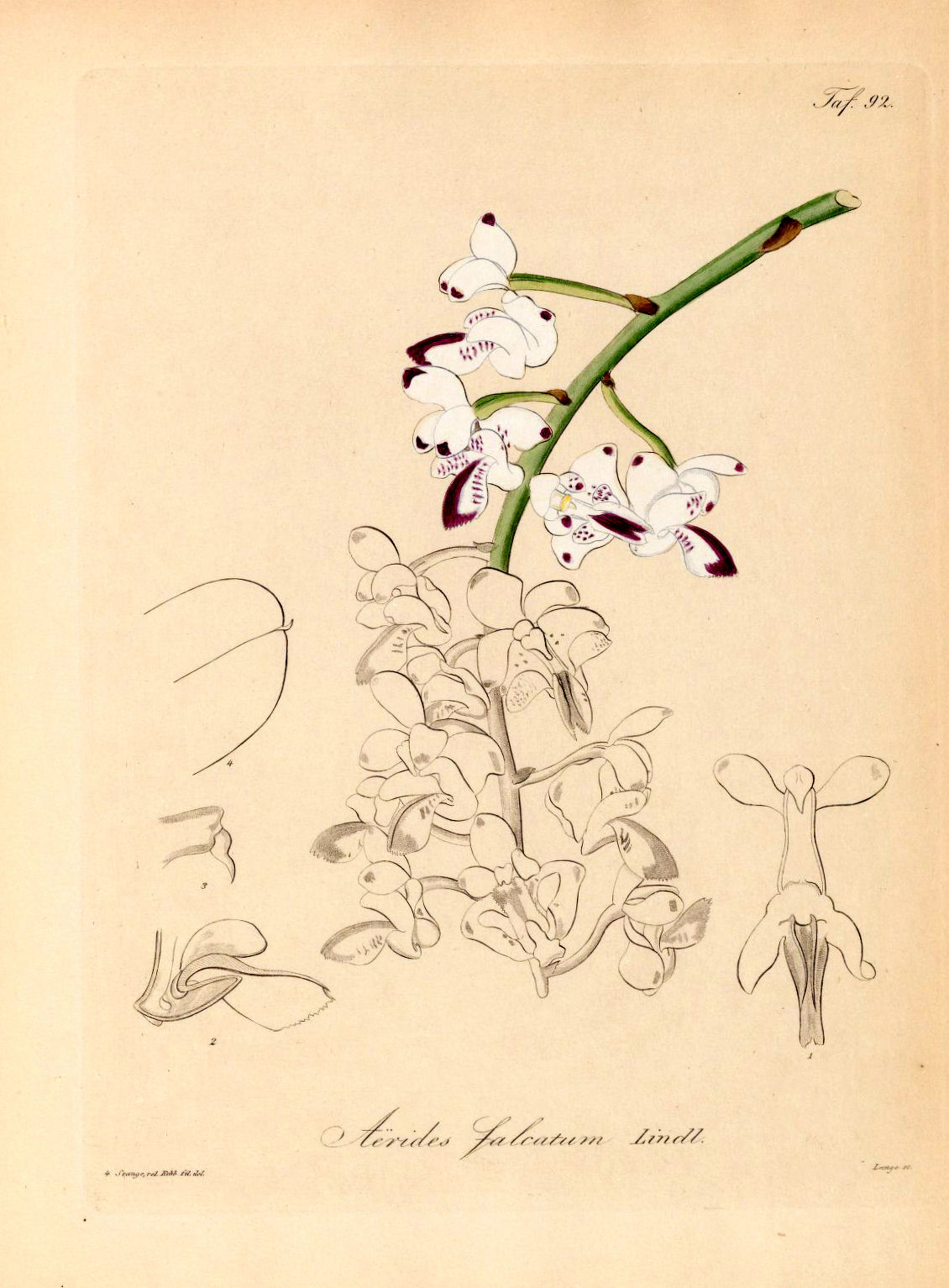